# Фудбалски савез Либије
Фудбалски савез Либије је највише фудбалско тело у Либији које ради на организовању националног првенства, купа и националног тима.
Савез је основан 1962. а примљен у Светску фудбалску федерацију ФИФУ од 1963. а КАФ Афричке фудбалске конфедерације од 1965. године 
Национална лига се игра од 1964. године. Најуспешнији клуб је Ал Ахли Триполи, Ал Ахли Бенгази и Ал Итихад из Триполија.. Национални куп се игра од 1975, а највише трофеја је освојио Ал Ахли Триполи (8.)
Прву међународну утакмицу одиграла је 1953. у Египту против репрезентација Египта коју је узгубила са 10:2. Репрезентација своје утакмице игра на националном стадиону у Триполију који прима 70.000 гледалаца. 
Боје националне селекције су зелена и бела.